# Ulf Cappelen-Smith
Ulf Diderik Cappelen-Smith, född 4 februari 1919 i Falun, död 15 november 2006 i Helsingborg, var en svensk officer i Flygvapnet. 

## Biografi
Cappelen-Smith utnämndes till fänrik i flygvapnet 1940. Han var lärare vid KHS 1949-1952 och chef för Flygvapnets bomb- och skjutskola (FBS) 1956-1957. Han var flottiljchef vid Göta flygflottilj (F 9) 1960-1969 och vid Skånska flygflottiljen (F 10) 1969-1979. Han gick med överste av första gradens tjänstegrad i pension 1979.

## Utmärkelser
- Kommendör av första klass av Svärdsorden, 6 juni 1967.[1]
- Großes Silbernes Ehrenzeichens für Verdienste um die Republik Österreich (1963)